# Farid Díaz
Farid Díaz (vollständiger Name: Farid Alfonso Díaz Rhenals; geboren am 20. Juli 1983 in Agustín Codazzi, Kolumbien) ist ein ehemaliger kolumbianischer Fußballspieler, der als Abwehrspieler eingesetzt wurde. Er gewann mit Atlético Nacional die Copa Libertadores 2016.

## Werdegang

### Verein
2003 unterschrieb Díaz einen Vertrag beim kolumbianischen Erstligisten Atlético Bucaramanga. Ab 2004 etablierte er sich als Stammspieler und kam in der Mehrzahl der Ligaspiele zum Einsatz. Im Juli 2006 wechselte Díaz schließlich zu Deportivo Rionegro in die Categoría Primera B, der zweiten kolumbianischen Liga, wo er bis zum Jahresende blieb und 27-mal eingesetzt wurde.
Zur Apertura 2007 zog es Díaz zu La Equidad, wo er sich jedoch nicht durchsetzen konnte. Bis zum Ende der Hinrundenmeisterschaft kam er nur auf einen Einsatz in der Liga. Zur Finalización wechselte er erneut den Verein und heuerte bei Deportivo Pereira an, wo er sich als Stammspieler etablieren konnte und so auf 15 Einsätze bis zum Jahresende kam. Dennoch verließ Díaz mit dem Ende der Finalización Deportivo Pereira und wechselte zum Envigado FC.
Bei Envigado blieb Díaz bis Ende des Jahres 2012 und spielte vier Halbjahresmeisterschaften. Insgesamt lief er 69-mal für den Verein in der kolumbianischen ersten Liga auf. Zur Apertura 2010 schloss er sich wieder Deportivo Pereira an, wo er bereits in der Finalización 2007 aktiv war. Díaz blieb die beiden Halbjahresmeisterschaften 2010 und kam auf 26 Ligaspieleinsätze, bis er erneut zum Envigado FC wechselte. Nachdem er in Apertura und Finalización 2011 in insgesamt 32 Ligaspielen in der Categoría Primera A gespielt hatte, schloss er sich Anfang 2012 Atlético Nacional an.
Sowohl 2012 als auch 2013 konnte Díaz mit Atlético den nationalen Pokal und zwischen 2013 und 2015 dreimal die nationale Meisterschaft gewinnen. Am 30. März 2014 gelang ihm im Spiel gegen Santa Fe sein erstes Ligaspieltor in der ersten kolumbianischen Liga überhaupt.
Im Juli 2016 konnte Díaz mit Atlético Nacional die Copa Libertadores gewinnen. 2016 gewann Díaz mit Nacional seinen dritten Pokal und in der Apertura 2017 seine vierte kolumbianische Meisterschaft. Nach den erfolgreichen Jahren in Medellín wechselte er nach Paraguay zu Olimpia. Nach zwei weiteren Station in seinem Heimatland bei Valledupar FC und Alianza Petrolera verbrachte er seine letzten Karrierejahre zurück in Paraguay bei Nacional.

### Nationalmannschaft
Am 24. März 2016 gab Díaz beim Qualifikationsspiel für die Weltmeisterschaft 2018 im Spiel gegen die bolivianische Auswahl sein Debüt für die kolumbianische Nationalmannschaft. Nach zwei weiteren Einsätzen – im Qualifikationsspiel gegen Ecuador und im Freundschaftsspiel gegen Haiti – wurde Díaz in den kolumbianischen Kader für die Copa América 2016 berufen.
Bei der Fußball-Weltmeisterschaft 2018 in Brasilien gehörte er zum kolumbianischen Aufgebot. Er kam zu keinem Einsatz und schied mit der Mannschaft im Achtelfinale gegen England im Elfmeterschießen aus.

## Erfolge
Olimpia
- Paraguayischer Meister: Apertura 2018

Atlético Nacional
- Copa-Libertadores-Sieger: 2016
- Kolumbianischer Meister: 2013-I, 2013-II, 2014-I, 2015-II, 2017-I
- Kolumbianischer Pokalsieger: 2012, 2013, 2016
- Superliga de Colombia: 2012, 2016